# 하타다 다카시
하타다 다카시(旗田巍, 1908년 11월 7일 ~ 1994년 6월 30일)는 일본의 동양사 학자, 구 도쿄도립대학의 명예교수이다.

## 배경
1908년 경상남도 마산에서 태어났다. 1931년 도쿄제국대학 동양사학과를 졸업했다. 졸업 이후 만철조사부에 소속되어 화베이농촌관행조사에 참가했다.
제2차 세계 대전 이후 구 도쿄도립대학에서 조교수, 교수를 맡았으며 1972년에는 정년을 맞아 퇴임하고, 명예 교수가 되었다. 그 뒤에는 센슈 대학 교수로 재임하다가 1979년에 퇴직했다.

## 성과
전후에 인간 부재의 동양사학의 극복, 식민지 지배 부정의 입장에서 연구를 목표로 하여 한국사 연구에서 중심적인 역할을 하였다.
괴뢰국 만주국와 조선의 역사는 하나이며 한반도의 역사와 문화는 만주국에 종속적이라고 하는 주장인 만선사관을 비판했다.

## 저서
- 《조선사》(朝鮮史)
- 《지나민족발전사》(支那民族發展史)
- 《중국농촌관행조사》(中國農村慣行調査)
- 《원구》(元寇)
- 《일본인의 조선관》

## 참고 문헌
- 『旗田巍教授年譜』 専修史学 1979-04